# Risch
Risch (även: Risch-Rotkreuz) är en ort och kommun i kantonen Zug i Schweiz. Kommunen har 11 449 invånare (2023).
Kommunen består av huvudorten Rotkreuz samt de mindre orterna Risch, Buonas och Holzhäusern.
En majoritet (84,5 %) av invånarna är tyskspråkiga (2014). En italienskspråkig minoritet på 2,6 % lever i kommunen. 55,0 % är katoliker, 11,9 % är reformert kristna och 33,1 % tillhör en annan trosinriktning eller saknar en religiös tillhörighet (2014).
| Ort         | Invånare 31 dec 2016 |
| ----------- | -------------------- |
| Rotkreuz    | 8 570                |
| Risch       | 499                  |
| Buonas      | 675                  |
| Holzhäusern | 650                  |